# Diète cétogène
La diète cétogène, ou régime cétogène, est un régime alimentaire riche en protéines, à très basse teneur en glucides compensé par un renfort de lipides. Elle a été mise au point après qu'il a été observé que le jeûne et la cétose faisaient parfois disparaitre des épilepsies sévères. Le gras métabolisé crée un état de cétose nutritionnelle. Elle présente des risques de déficit en vitamines, en minéraux, en fibres, peut accentuer l’ostéoporose, et dès lors ne devrait être suivie qu'après consultation d'un diététicien ou d'un médecin nutritionniste.
Initiée par les médecins français G. Guelpa et A. Marie dans les années 1900-1910 sous forme de jeûne pour le traitement de l'épilepsie et du diabète, la diète cétogène est étudiée et diffusée aux États-Unis à partir de 1921, où le Docteur Wilder émet l'hypothèse d'un régime gras relié à la cétonémie et les médecins Helmholtz et Keith l'expérimentent pour le traitement de l'épilepsie. Ce régime trouve aujourd'hui d'autres applications :
- dans le cadre de régimes amaigrissants (s'oppose à une alimentation à base d'aliments complets d'origine végétale) ;
- comme mode d’alimentation privilégié par certaines catégories de sportifs recherchant en particulier une meilleure endurance[5],[6].

L'alimentation cétogène est traditionnelle chez les Inuits, des Maasaï et chez certains peuples autochtones d’Amérique du Nord. 
Elle a été adoptée par des sportifs de haut niveau.

## Principes
Les différentes formes de diète cétogène prescrivent une « réduction massive de l’apport en glucides et un apport important de lipides (70 à 90 % de la ration calorique totale) ». La réduction des hydrates de carbone va généralement jusqu'à moins de 50 g par jour, mais certaines variantes suggèrent de réduire jusqu’à moins de 20 g d’hydrates de carbone par jour. Une augmentation relative des apports de graisses compense cette réduction. Après plusieurs jours de régime, les réserves de glucose (c’est-à-dire les stocks de glycogène dans le foie et les muscles squelettiques) deviennent insuffisantes pour répondre au besoin en énergie. Dès lors, le substrat énergétique principal est fourni par la dégradation des acides gras et par conséquent leur transformation en corps cétoniques. On parle ainsi de cétose.
Le régime Atkins apparu dans les années 70 en est la forme la plus ancienne selon Kosinski et Jornayvaz.
Les aliments riches en calories utilisables dans ce régime alimentaire sont, entre autres, le beurre, la crème, l'huile de noix de coco, l'huile d'olive, l'huile d'avocat, l'huile de type MCT. 
Les glucides, présents surtout dans le pain et les féculents, sont éliminés, la quantité de fruits est également fortement réduite.

## Utilisations
Concernant son application à l'épilepsie, ses indications chez l’enfant étant de mieux en mieux cernées, il a été utilisé davantage à partir des années 1990, notamment dans les pays anglo-saxons et en France, avec « une efficacité reconnue dans plus de 30 % des cas d’épilepsie pharmacorésistante avec crises fréquentes » et on a considéré qu'il pouvait aussi traiter certaines maladies du métabolisme énergétique. 
Selon ses partisans, sa mise en œuvre est à présent mieux maitrisée, en diminuant les contraintes par une diversification des aliments et des recettes, et via un calcul simplifié de la part de lipides et non-lipides à absorber. 
« La tolérance de ce régime au long cours est bonne, avec une supplémentation vitaminique et en oligoéléments adéquate ».

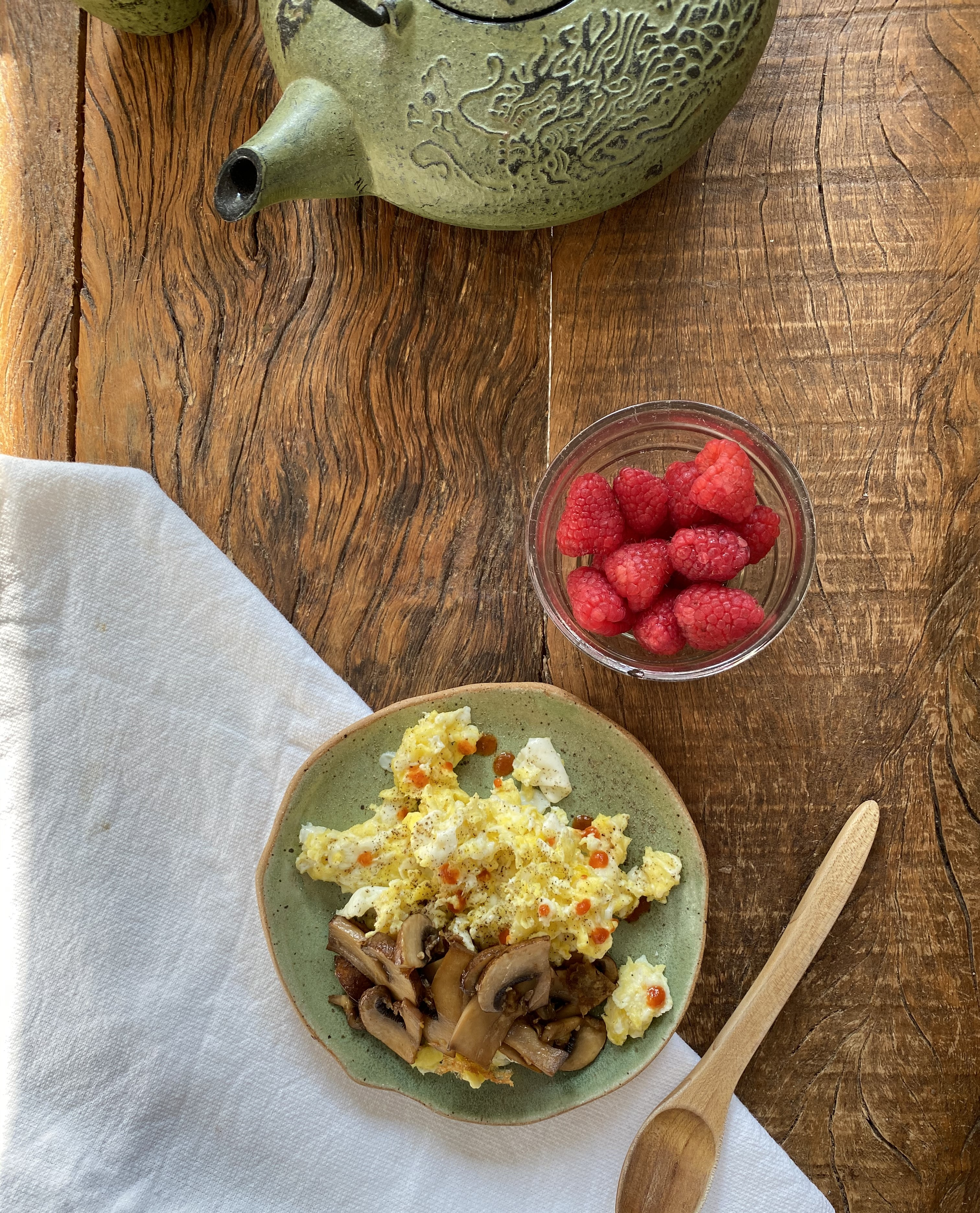
Un exemple de petit-déjeuner suivant les critères de la diète cétogène

Comme mentionné plus haut, la diète cétogène autorise entre 20 et 50 grammes de glucides par jour (ce qui est très peu si l'on considère que la recommandation générale est de 130 grammes par jour). Ces glucides doivent bel et bien être remplacés par autre chose, soit des graisses et des protéines. Puisqu'il peut être compliqué de faire un calcul à chaque repas, plusieurs plateformes offrent des recettes certifiées cétogènes, où le compte de glucides a déjà été établi et est compatible avec la diète. Le néphrologue canadien Jason Fung recommande cette diète ainsi que le jeûne intermittent à la majorité de ses patients et a contribué à fonder le site Diet Doctor pour faciliter la vie des gens adoptant la diète cétogène. Un exemple, contenant 7 grammes de glucides serait une assiette de poulet grillé avec une salade de chou et d’oignon sur le côté. Les condiments ici sont de la mayonnaise et de l’huile d’olive, toutes deux riches en gras et faibles en glucides. Un exemple de petit-déjeuner considéré cétogène pourrait être composé de deux œufs, quelques tranches de bacon, un demi avocat et quelques tomates cerises.
Cette diète est très restrictive et comprend une grande liste d’aliments proscrits. Parmi eux, on retrouve tous les grains, les sucres raffinés, les féculents, les jus, plusieurs fruits, les fèves et certains alcools à haute teneur en glucides. Les aliments riches en énergie mentionnés dans la liste présentée plus haut ne sont pas les seuls à être inclus dans cette diète. Même si on évoque principalement les graisses, les protéines gardent un rôle  important et peuvent inclure n’importe quelle sorte de viande, poisson et volaille, ainsi que les œufs, le tofu et certaines noix. Plusieurs légumes, notamment dans la catégorie des crucifères, sont également permis et recommandés. Les diètes les plus courantes préconisent de l’ordre de 70-80 % de graisses sur le total des calories quotidiennes, 5-10 % de glucides et 10-20 % de protéines.
Alors qu'il y a 15 ans les sportifs recherchant l'endurance étaient incités à une consommation importante de sucres lents avant l'effort « la fameuse assiette de pâtes » il semble que la tendance actuelle soit au régime cétogène,[source insuffisante]. Les effets positifs induits incluent la baisse de la masse corporelle du sportif, un facteur clé de performance pour les cyclistes en montagne. Depuis au moins 2015 et encore en 2025, les All Blacks suivent un régime cétogène : Nic Gill responsable de leur préparation physique depuis 2007 est aussi professeur et chercheur en sciences du sport à l’université technologique d’Auckland (AUT, Nouvelle-Zélande). Le menu est adapté au calendrier des compétitions et laisse une part minime aux sucre en amont des matchs.
Les partisans prêtent à ce régime entre autres avantages une réduction de la pression artérielle, une perte de masse graisseuse, une meilleure prévention cardio-vasculaire et une moindre circulation plasmatique des acides gras saturés.

### Limites
Ce régime thérapeutique n'a pas été adopté massivement par les médecins pour les raisons suivantes : 
- un manque d'étude en double aveugle (voir plus bas) ;
- des difficultés quant au respect de la diète dans la durée pour le patient car son application demeure complexe pour les familles et peu plaisante pour les enfants[18]. Sa mise en œuvre nécessite une éducation approfondie et un suivi rapproché, par un service hospitalier spécialisé en neurologie pédiatrique ou en maladies du métabolisme[1] ;
- des effets secondaires gastro-intestinaux sans gravité mais déplaisants[18] ;
- la possibilité que les premiers anticonvulsifs aient été statistiquement plus efficaces que la diète pour les nouveaux patients mais qu'ils aient fonctionné sur des groupes de population différents[réf. nécessaire] ;
- le manque de connaissance et de maîtrise de la part des utilisateurs.

## Effets sur la santé

### Cancer
Certaines cellules cancéreuses étant incapables d'assimiler les corps cétoniques (effet Warburg), le régime cétogène a été envisagé comme traitement contre le cancer,. Une méta analyse de 2018 a examiné les preuves issues d'études précliniques et cliniques sur les régimes cétogènes dans le traitement du cancer. Certaines études sur les humains suggèrent un effet anti-tumoral, notamment sur les glioblastomes multiformes, mais pour les autres cancers et les autres études, aucun effet anti-tumoral n'est constaté. Dans l'ensemble, malgré quelques résultats contradictoires, les études suggèrent que le régime cétogène aurait plutôt un effet anti-tumoral que pro-tumoral pour la plupart des cancers solides.
Les preuves d'un éventuel effet bénéfique sur ces pathologies n'ont pas atteint un niveau suffisant pour que des recommandations médicales soient formulées,,.

### Épilepsie
Une étude conduite par l'université Johns-Hopkins a rapporté que 50 % des patients ont eu une baisse de 50 % ou plus des crises, 29 % rapportant une baisse de 90 % ou plus. Ces patients avaient auparavant essayé en moyenne six médicaments anticonvulsivants différent. Le taux de succès des patients qui ont répondu avec succès à la médication n'a pas été mesuré dans cette étude, et ne semble pas l'être dans les études plus récentes. Il semble y avoir une réticence à utiliser cette méthode autrement qu'en dernier recours. Le taux de succès peut donc être moindre, égal ou supérieur à ceux qui n'ont pas de succès avec les anticonvulsivants. Il est possible que la diète et les anticonvulsivants soient efficaces sur des segments différents de la population. Statistiquement, approximativement la moitié des patients voient une diminution du nombre de crises d'au moins 50 %[réf. nécessaire].
La diète a son efficacité dans environ 30 % des cas où plusieurs médicaments contre l'épilepsie ont échoué. Il existe des cas où la diète est moins efficace que les médicaments. Lorsqu'un antiépileptique échoue, il y a de grandes chances que les autres types de médication soient aussi peu efficaces. 
Quand elle fonctionne, ses résultats sont souvent rapides, en quelques jours après la mise en œuvre, et importants. 75 % des répondeurs le sont sous 15 jours de régime[réf. nécessaire].

La diète est généralement considérée plus efficace chez les enfants que chez les adultes, particulièrement lorsque les anticonvulsants sont inefficaces (20 % à 30 % des patients), voire contre-indiqués. Des données datant des années 1920 et 1930 ainsi que plus récentes démontrent les mêmes résultats[réf. nécessaire]. La diète est plus restrictive chez les adultes.
L'absence d'étude en double aveugle est l'une des raisons entravant l'acceptation à grande échelle par le corps médical.
Une étude en double aveugle de la diète cétogène publiée en 2009 et concernant le syndrome de Lennox-Gastaut ne montrait pas de différence significative avec le placebo, bien qu'il existât une possible tendance à la réduction des crises.

#### Contraintes
Elle demande une organisation familiale assez stricte pour la préparation des repas de l'enfant à partir de recettes types fournies par les diététiciens des hôpitaux. Il faut notamment veiller à ce que l'enfant ne consomme ni sucreries, ni boissons sucrées, ni pain, etc. Tout le repas est contrôlé et pesé au gramme près.
La diète normalement mentionnée dans un contexte de traitement d'épilepsie est le protocole classique de l'hôpital Johns Hopkins avec un rapport de 4:1 (soit 4 fois plus de gras que de protéines plus glucides, en poids), mais il existe plusieurs types de diète cétogène. On peut mentionner le protocole de l'hôpital Sanggye Paik (aussi 4:1) développé pas les Drs Kim et Park, la diète à triglycéride à chaîne moyenne, le Régime Atkins, et la supplémentation avec des acides gras polyinsaturés.

### Migraines
Certaines données encore non confirmées commencent à suggérer un intérêt de ce régime pour les personnes souffrant de migraines,.

### Maladie d’Alzheimer
Une revue narrative de la littérature publiée dans Nutrients établit un lien entre cétose et maladie d’Alzheimer

### Le jeûne intermittent
Le jeûne intermittent est parfois préconisé en complément de la diète cétogène. Il consiste à ne pas manger pendant une certaine période de la journée. Il comporte une durée de 8 heures pour se nourrir sur 24 heures.

#### Restrictions
Certains sujets doivent éviter le jeûne :
- femmes enceintes ou qui allaitent[36] ;
- enfants et adolescents de moins de 18 ans[36] ;
- personnes en attente de résultats d'un problème de santé[36] ;
- personnes en convalescence d'une intervention chirurgicale ou d'un événement médical majeur[36] ;
- personnes prenant des antibiotiques[36] ;
- personnes souffrant d'anorexie[37].

### Effets négatifs
Chez l'humain, des études montrent les effets suivants :
- hypercholestérolémie[38] et hyperlipémie[39] ;
- calculs rénaux[40] : un excès des corps cétoniques fabriqués par les gras du corps a tendance à acidifier celui-ci. Cette réaction, combinée à la part assez importante de protéines, peut causer un surplus d’acide urique[41] ;
- perte de poids[42] ;
- dysménorrhée[42] ;
- diminution de la densité osseuse, ralentissement de la croissance chez les enfants, augmentation du risque de fractures[43] ;
- acidocétose diabétique, particulièrement chez les personnes diabétiques ;
- constipation[41] ;
- nausées[41] ;
- apathie/céphalées[41] ;

La transition de source d’énergies dans le métabolisme peut se traduire par ce genre de symptômes. Cette période d’adaptation est d’une courte durée et s’estompe si la diète est bien suivie.
Sur les rats ou les souris :
- résistance à l'insuline[45] ;
- intolérance au glucose[46] ;
- stéatose hépatique, inflammation[47] ;
- diminution des cellules bêta du pancréas[48] ;

Les effets possibles à long terme (qui n'ont pas été renseignés)[réf. nécessaire] :
- fonctionnement anormal du foie ;
- déshydratation ; il y a présence d’une baisse de l’insulinémie en raison du faible taux de sucre ingéré. Ce phénomène a comme effet de stimuler l’excrétion urinaire. Il y a alors une carence d’électrolytes. En adoptant une diète cétogène, il faut donc avoir un mode de vie et/ou une alimentation comprenant un apport complet d’électrolytes[49].

### Autres effets
- changement d’haleine provoqué par la libération d’acétone : légère odeur fruitée de pommes mûres[50].

## Remarques
Même si à première vue il semble similaire, ce régime présente des différences notables par rapport au régime Atkins.
La diète cétogène a été utilisée autant pour les patients épileptiques que comme régime à faible teneur en glucides. 
La diète est généralement enrichie de calcium, vitamine D, fer et acide folique.

### Études
- (en) Résumé : Clinical efficacy of the ketogenic diet.
- (en) Résumé : The ketogenic diet in children, adolescents and young adults with refractory epilepsy: an Italian multicentric experience.